# 陳良翰 (弘治進士)
陳良翰（1473年—？），字景申，四川成都府綿州羅江縣人，軍籍，明朝政治人物。

## 生平
四川鄉試第二十三名舉人。弘治十八年（1505年）中式乙丑科會試第二百五十二名，三甲第一百五十五名進士。歷官刑部主事，正德八年九月，因其妻程氏杖杀奴婢，并尸解藏置木柜，被東廠發現，程氏按律斬首，良翰縱妻為惡，謫戍邊衛。

## 家族
曾祖陳伏祖；祖父陳應輔；父陳昂，主簿。前母黃氏；母王氏。永感下。